# Фабілі
Фабілі (перс. فابيلي) — село в Ірані, у дегестані Лат-Лайл, у бахші Отаквар, шагрестані Лянґаруд остану Ґілян. За даними перепису 2006 року, його населення становило 59 осіб, що проживали у складі 16 сімей.

## Клімат
Середня річна температура становить 13,63°C, середня максимальна – 27,69°C, а середня мінімальна – -0,98°C. Середня річна кількість опадів – 846 мм.
| Клімат поселення                              | Клімат поселення | Клімат поселення | Клімат поселення | Клімат поселення | Клімат поселення | Клімат поселення | Клімат поселення | Клімат поселення | Клімат поселення | Клімат поселення | Клімат поселення | Клімат поселення | Клімат поселення |
| Показник                                      | Січ.             | Лют.             | Бер.             | Квіт.            | Трав.            | Черв.            | Лип.             | Серп.            | Вер.             | Жовт.            | Лист.            | Груд.            |                  |
| Середній максимум, °C                         | 11,18            | 10,54            | 11,68            | 16,61            | 21,49            | 26,40            | 27,69            | 27,52            | 23,32            | 20,13            | 15,19            | 11,18            |                  |
| Середня температура, °C                       | 5,42             | 4,77             | 5,94             | 10,84            | 15,74            | 20,66            | 23,55            | 23,38            | 19,20            | 16,00            | 11,05            | 7,02             |                  |
| Середній мінімум, °C                          | −0,34            | −0,98            | 0,17             | 5,08             | 9,98             | 14,88            | 19,41            | 19,24            | 15,06            | 11,86            | 6,90             | 2,90             |                  |
| Норма опадів, мм                              | 74               | 66               | 79               | 52               | 45               | 28               | 27               | 39               | 85               | 136              | 115              | 100              |                  |
| Середньомісячна швидкість вітру, м/с          | 2.21             | 2.56             | 2.54             | 2.57             | 2.29             | 2.06             | 2.38             | 2.17             | 1.91             | 2.06             | 2.07             | 2.14             |                  |
| Середньомісячна сонячна радіація, кДж/м²·день | 7378             | 9520             | 11553            | 15746            | 19467            | 21248            | 21900            | 18740            | 15356            | 11168            | 8885             | 6968             |                  |
| --------------------------------------------- | ---------------- | ---------------- | ---------------- | ---------------- | ---------------- | ---------------- | ---------------- | ---------------- | ---------------- | ---------------- | ---------------- | ---------------- | ---------------- |
| Джерело:                                      |                  |                  |                  |                  |                  |                  |                  |                  |                  |                  |                  |                  |                  |